# Jonas
Jonas er et drengenavn, der dels kan være en latinisering af Jon og dermed stamme fra Johannes, dels en græsk form af det hebraiske Jonah, der betyder "due".
Pr. 1. januar 2012 var der 21.678 danskere med fornavnet Jonas. I 2011 var der 311, der fik navnet Jonas.

## Kendte personer med navnet
- Jonas, bibelsk profet.
- Jonas Altberg alias Basshunter, svensk sanger.
- Jonas Alströmer, svensk industriforegangsmand.
- Jonas Bjerre, dansk sanger fra Mew.
- Jonas Collin, dansk gehejmekonferensråd.
- Jonas Dahl, politiker.
- Jonas Darnell, svensk tegneserietegner.
- Jonas Elmer, dansk filminstruktør.
- Jonas Gardell, svensk forfatter og humorist.
- Jonas Flindt Rasmussen, dansk fodboldspiller.
- Jonas Schmidt, dansk komiker og skuespiller.
- Jonas Vingegaard, dansk cykelrytter
- Jonas Winge Leisner, dansk musiker.
- Jonas Lie, norsk forfatter

## Andre anvendelser
- Jonas L.A. var en tv-serie på Disney Channel med boybandet Jonas Brothers.